# Andreas Birkner (Schriftsteller)
Andreas Birkner (* 15. August 1911 in Kleinschenk, Siebenbürgen; † 8. Dezember 1998 in Freiburg i. Br.) war ein deutscher Schriftsteller, Pfarrer und Lehrer.

## Leben
Birkner besuchte das Gymnasium und das Theologisch-Pädagogische Lehrerseminar in Hermannstadt. Zunächst war er als Lehrer tätig, später als Pfarrer. Sein literarisches Debüt war die Erzählung Der Bauer sucht einen Rechtsanwalt in der Zeitschrift Klingsor im Jahre 1934. 1958 wurde er verhaftet und 1959 im Kronstädter Schriftstellerprozess vor dem Kronstädter Militärgericht zu 25 Jahren Zwangsarbeit verurteilt. 1964 kam er aufgrund einer Generalamnestie für politische Häftlinge frei. 1966 reiste er in die Bundesrepublik aus und war dort bis zu seiner Pensionierung als Seelsorger an der Universitätsklinik Freiburg tätig.

## Werke
- Die Tatarenpredigt. Roman. Europaverlag, Wien 1973, ISBN 3-203-50451-0.
- Das Meerauge. Roman. Europaverlag, Wien 1976, ISBN 3-203-50595-9.
- Heinrich, der Wagen bricht. Roman. Europaverlag, Wien u. a. 1978, ISBN 3-203-50672-6.
- Der Teufel in der Kirche. Erzählungen. Europaverlag, Wien u. a. 1980, ISBN 3-203-50726-9.
- Der Brautschmuck des Sebastian Hann. Erzählungen (= Veröffentlichungen des Südostdeutschen Kulturwerks. Reihe A: Kultur und Dichtung. 68 = Deutsche Erzähler aus Südosteuropa. 5). Verlag Südostdeutsches Kulturwerk, München 2002, ISBN 3-88356-162-2.